# Paralepididae
I Paralepididae, comunemente noti come barracudina, sono una famiglia di pesci di mare appartenenti all'ordine Aulopiformes.

## Distribuzione e habitat
Questa famiglia ha membri in tutti i mari e gli oceani del mondo.

Le abitudini di tutti i pesci di questa famiglia sono pelagiche di mare profondo e possono essere rinvenuti a profondità ingenti.

## Descrizione
Questi pesci hanno un aspetto piuttosto uniforme, allungato, compresso lateralmente, con muso lungo e bocca ampia, armata di denti acuti e forti, di varia misura anche nell'ambito di un singolo individuo. Gli occhi sono grandi e sono protetti da palpebre adipose. squame presenti o assenti (rimane comunque una striscia di squame lungo la linea laterale). Non ci sono fotofori. Tutte le pinne hanno modesto sviluppo. La pinna adiposa è presente, molto arretrata; la pinna anale è molto più lunga rispetto alla pinna dorsale. Pinne ventrali inserite molto indietro. Lo scheletro è in gran parte cartilagineo. La vescica natatoria è assente.
Il colore è roseo nelle specie nude ed argenteo brillante in quelle squamate anche se i pesci pescati di solito sono completamente desquamati e di aspetto simile ai precedenti. In quasi tutte le specie sono presenti nella parte inferiore dei fianchi una serie di macchie scure più grandi verso la testa e via via sempre più piccole spostandosi verso la coda. Queste macchie in molte specie scompaiono negli adulti, in altre permangono.
Le dimensioni sono piccole, quasi mai superiori ai 50 cm.

## Alimentazione
La grande maggioranza delle specie è planctofaga.

## Biologia
Il modo di vita di questi pesci è in gran parte ignoto. Sono gregari e da osservazioni fatte da un batiscafo sembra che nuotino in posizione verticale con la testa in alto. I banchi hanno un'eccellente coordinazione e tutti i pesci che lo compongono cambiano direzione all'unisono. I giovanili frequentano profondità inferiori rispetto agli adulti.

## Pesca
Occasionale. Le carni sono ottime ma non hanno nessuna importanza commerciale. Talvolta spiaggiano sulle coste dello Stretto di Messina.

## Importanza ecologica
Sono una fonte di cibo per i cetacei e per pesci come i tonni e pesci spada.

## Tassonomia
La famiglia contiene 8 generi:
- Arctozenus
- Dolichosudis
- Magnisudis
- Notolepis
- Paralepis
- Stemonosudis
- Sudis
- Uncisudis

Negli anni 2010 è stata scorporata la famiglia Lestidiidae a cui sono passati i generi:
- Lestidiops
- Lestidium
- Lestrolepis
- Macroparalepis

Uno studio del 2010 indicherebbe che la famiglia Anotopteridae (con l'unico genere Anotopterus) dovrebbe essere integrata nei Paralepididae.